# Salpiglossis anomala
Salpiglossis anomala är en potatisväxtart som först beskrevs av John Miers, och fick sitt nu gällande namn av W.G. D'arcy. Salpiglossis anomala ingår i släktet trumpetblommor, och familjen potatisväxter. Inga underarter finns listade i Catalogue of Life.